# Otricoli
Otricoli är en ort och kommun i provinsen Terni i regionen Umbrien i Italien, vid Tiberns västra starnd och vid romarnas Via Flaminia. ommunen hade 1 798 invånare (2018).
Otricoli är känt för romerska fynd, såsom den så kallade Zeus Otricoli och golvmosaiker.